# Brampton (Ontario)
Brampton es una ciudad de la provincia canadiense de Ontario, localizada en la Municipalidad Regional de Peel. Forma parte de la Región Metropolitana de Toronto. Su población era de 523 911 habitantes con un área de 266.5 km² y una densidad de población de 1.221 hab/km² según el censo de 2011.

## Educación
El Consejo Distrital de Escuelas de Peel (Peel District School Board) gestiona escuelas públicas laicas de educación en el idioma inglés. La Junta de Escuelas Católicas de Dufferin-Peel gestiona escuelas católicas de educación en el idioma inglés. El sistema secular de educación en el idioma francés es el Conseil scolaire Viamonde. El sistema católico de educación en el idioma francés es la Junta Escolar del Distrito Católico Centro-Sur.